# Брест (Кюстендилская область)
Брест (болг. Брест) — село в Болгарии. Находится в Кюстендилской области, входит в общину Трекляно. Население составляет 2 человека.

## Политическая ситуация
Брест подчиняется непосредственно общине и не имеет своего кмета.
Кмет (мэр) общины Трекляно — Камен Стойнев Арсов (Болгарская социалистическая партия (БСП)) по результатам выборов.